# Chanterelle (Cantal)
Chanterelle (okzitanisch Chantarela) ist eine französische Gemeinde mit 99 Einwohnern (Stand 1. Januar 2022) im Département Cantal in der Region Auvergne-Rhône-Alpes (vor 2016 Auvergne). Sie gehört zum Kanton Riom-ès-Montagnes im Arrondissement Saint-Flour.

## Lage
Chanterelle liegt etwa 55 Kilometer nordnordöstlich von Aurillac.
Nachbargemeinden sind Égliseneuve-d’Entraigues im Norden, Espinchal im Nordosten, Montgreleix im Osten und Südosten sowie Condat im Süden und Westen.

## Bevölkerungsentwicklung
| Jahr                       | 1962 | 1968 | 1975 | 1982 | 1990 | 1999 | 2006 | 2011 | 2019 |
| -------------------------- | ---- | ---- | ---- | ---- | ---- | ---- | ---- | ---- | ---- |
| Einwohner                  | 343  | 307  | 227  | 161  | 165  | 151  | 140  | 109  | 98   |
| Quellen: Cassini und INSEE |      |      |      |      |      |      |      |      |      |

## Sehenswürdigkeiten

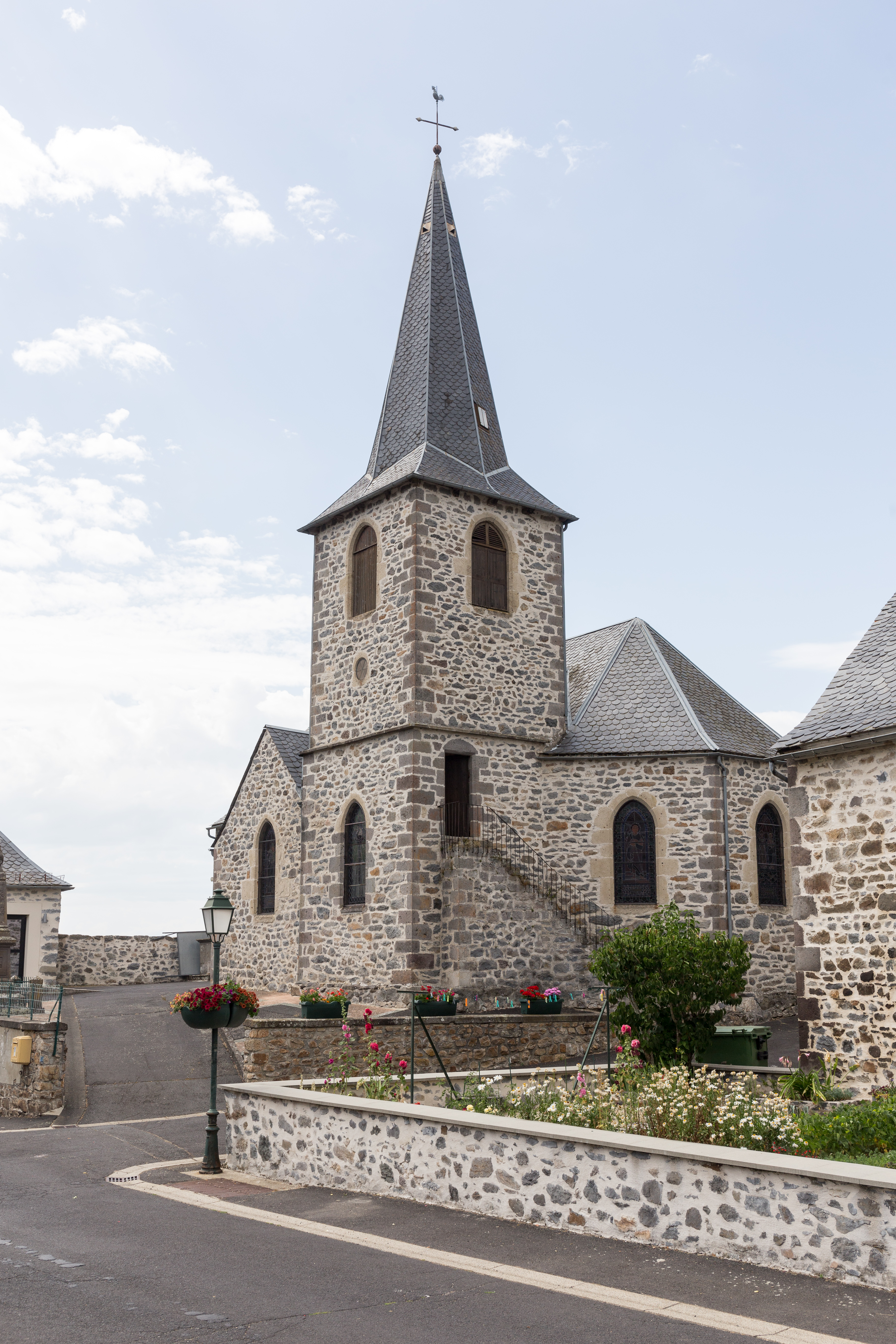
Kirche Saint-Fabien

- Kirche Saint-Fabien

## Persönlichkeiten
- Albert Monier (1915–1998), Fotograf